# Letrux
Letícia Pinheiro de Novaes (Rio de Janeiro, 5 de janeiro de 1982), cujo nome artístico é Letrux, é uma cantora, compositora, atriz e escritora brasileira. Entre 2008 e 2016 formou o duo Letuce junto com Lucas Vasconcellos.
Em 2017, ela lançou seu primeiro álbum solo, intitulado Letrux em Noite de Climão, que foi eleito o 10º melhor disco brasileiro de 2017 pela revista Rolling Stone Brasil.

## Biografia
Desde criança, começou a demonstrar seus dons artísticos, fazendo pequenas poesias. Na sua adolescência teve uma banda de rock chamada Letícios, mais tarde, uma banda de música eletrônica Menage À Trois. Em 2008, conheceu Lucas Vasconcellos, formando a banda Letuce, lançando o primeiro disco em 2009, "Plano de Fuga pra Cima dos Outros e de Mim". O álbum contém 12 faixas, dentre as musicas de sua autoria junto com Lucas, De Mão Dada, Horizontalizar e Serenata Quentinha. 
Em 2011 recebeu o prêmio de “Melhor Trilha Sonora Original”, com o filme “Riscado” (2010), de Gustavo Pizzi, no “Festival de Cinema de Gramado”, longa-metragem no qual participa como cantora. No mesmo ano contracenou com Cléo Pires no longa "Qualquer Gato Vira Lata" (2011), com direção de Tomás Portella. 
Em 2012 lançou, com o Letuce, o segundo álbum “Manja Perene”, com músicas de sua autoria como “Freud Sits here”, “Sutiã” (com Lucas Vasconcellos), “Fio solto” (com Thomas Harres e Lucas Vasconcellos), entre outras. A turnê teve partida até em Portugal, onde o grupo fez uma série de apresentações. Em 2013, Letícia e Lucas terminam o relacionamento, mas continuando com a banda, tendo inspirações para um próximo disco. 
Escreve seu livro Zaralha - Abri A Minha Pasta, contando suas histórias de infância e de adolescência, lançado pela editora Guarda Chuva em 2015. No mesmo ano, assinou uma coluna para O Globo, durante seis meses. Estilhaça, terceiro e último disco de Letuce, é lançado em 24 de Julho de 2015, com produção de João Brasil. Para crítica, é o álbum mais poderoso e versátil de toda a banda, tendo a estréia de lançamento no Circo Voador.

## Letuce
Após iniciar o namoro com Lucas Vasconcelos, a duo forma Letuce, entrando em estúdio para o seu álbum de estreia no ano de 2009. Tendo influencias da Tropicália, Bossa Nova e Rock, o disco "Plano de Fuga pra Cima dos Outros e de Mim" é lançado. Das doze faixas, dez são inéditas e duas releituras: Acontecimentos, de Antônio Cícero e Marina Lima e Caso Sério, de Rita Lee, no álbum é em francês (Seriuse Affaire).  

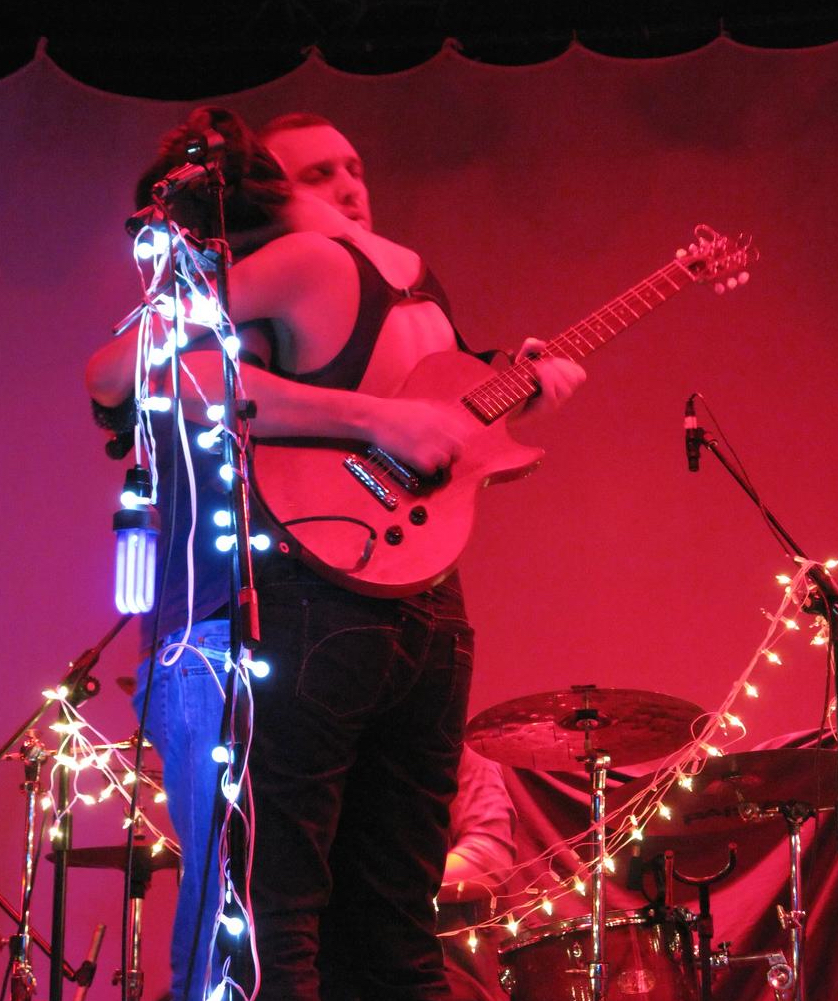
Letícia Novaes e Lucas Vasconcellos

Juntos criaram o "Churraquinho Letuce Sunset”, evento semanal durante o período do verão carioca, realizado no terraço do Espaço Acústica, com participações de vários músicos a cada edição, como: Nina Becker, Marcelo Callado, Benjão, Carlinhos Conceição, João Brasil, entre outros. 
"Manja Perene" é lançado em 2012, tendo a intimidade do casal mais explicita nas canções e com o estilo Indie Rock. O disco foi financiado por crowdfunding pelos fãs e são 13 faixas, sendo doze autorais. Avaliado positivamente pela crítica, o show de lançamento foi apresentado na casa Oi Futuro Ipanema, no Rio de Janeiro. Ainda em 2012, o cineasta e fotógrafo francês Vincent Moon lançou um vídeo feito com a banda em seu site “La Blogoteque”. Vão a Portugal em 2013, para uma série de apresentações. Letícia e Lucas anunciam a separação, mas continuam com a banda. Após uma participação no disco "Agenor - Canções de Cazuza", a duo entra em estúdio para o novo álbum. 
Estilhaça, terceiro e último disco da banda, é lançado dia 24 de Julho de 2015. Gravado no estúdio YB Music em São Paulo, o disco foi aclamado pela crítica como o mais poderoso e versátil da toda a discografia da banda. O vocal de Letícia tenta ocupar o espaço dominado pelo instrumento de Vasconcellos, marca explícita na intensa Aristoteles Laught, em um estilo psicodélico como uma espécie de passeio pela banda pelo rock dos anos 1970. 
Em 2016, anunciam o fim de Letuce, tendo seu show de despedida com mais de mil pessoas na ilha de Paquetá, com 23 músicas, com repertório dos seus três álbuns, na Praça São Roque.

## Letrux
Após o fim de Letuce, Letícia inicia o processo de criação do que seria seu primeiro álbum solo. Acompanhada de: Thiago Rebello (baixo), Lourenço Vasconcellos (bateria) e a dupla de produtores formada pelo tecladista Arthur Braganti e a guitarrista Natália Carrera, lança o disco ''Letrux em Noite de Climão", que teve uma boa repercussão na imprensa e ganha o Prêmio Multishow de "Melhor Disco"  do superjúri de 2017. Com participações de Marina Lima e Duda Beat (backing vocal em Que Estrago). O estilo musical do álbum, bem diferente do que fazia em Letuce, agora está mais pop e com um estilo psicodélico.  
A turnê foi um sucesso, fazendo com que Letícia se apresentasse pela primeira vez no palco do Lollapalozza, tendo sua apresentação super criticada pelos eleitores de Jair Messias Bolsonaro, após protestar contra o próprio e ser ameaçada em suas redes sociais pelos eleitores. É lançado o EP de Remixes "Letrux em Noite de Pistinha".
Após dois anos de estrada, Letrux encerra o Climão com um show de despedida e com clip de 5 Years Old, última faixa do disco, gravada em Salvador. Entra em estúdio com sua banda e começa as gravações de seu novo álbum. Em Fevereiro de 2020, Letícia anuncia a data de lançamento do álbum, 13 de Março. Com participações de Liniker e Lovefoxxx, "Letrux Aos Prantos" é lançado em 13 de Março, juntamente com o clipe do primeiro single: Deja-Vú Frenesi. 
Por conta da Pandemia de Covid-19, o show de estreia do álbum foi cancelada, juntamente com as outras datas já marcadas para a turnê.
Seu disco Letrux como Mulher Girafa foi escolhido pela Associação Paulista de Críticos de Arte como um dos 50 melhores álbuns nacionais de 2023.

## Discografia

### Letuce
- Plano de Fuga pra Cima dos Outros e de Mim (2009)
- Manja Perene (2012)
- Estilhaça (2015)

### Letrux
- Letrux em Noite de Climão (2017)
- Letrux em Noite de Pistinha (2019)
- Letrux em Noite de Climão - Ao Vivo (2019)
- Letrux aos Prantos (2020)
- Letrux como Mulher Girafa (2023)

Singles Como Artista Principal / Convidada
| Título                                                                       | Álbum                                                         | Ano  |
| ---------------------------------------------------------------------------- | ------------------------------------------------------------- | ---- |
| "Coisa Banho de Mar'                                                         | Letrux em Noite de Climão                                     | 2017 |
| "Flerte Revival"                                                             | Letrux em Noite de Climão                                     | 2017 |
| "Noite Estranha, Geral Sentiu"                                               | Letrux em Noite de Climão                                     | 2017 |
| "Que Estrago"                                                                | Letrux em Noite de Climão                                     | 2017 |
| "Além de Cavalos"                                                            | Letrux em Noite de Climão                                     | 2017 |
| "Amoruim"                                                                    | Letrux em Noite de Climão                                     | 2017 |
| "Ninguém Perguntou Por Você"                                                 | Letrux em Noite de Climão                                     | 2017 |
| "Hysteria"                                                                   | -                                                             | 2017 |
| "Conchinha" (Mãeana feat. Letrux)                                            | Mãeana no MAM                                                 | 2017 |
| "O Amor É 1 Arma De Destruição Em Massa" (Siso feat. Letrux)                 | Saturno Casa 4                                                | 2017 |
| "Menina" (Perdido feat. Letrux)                                              | Brasa                                                         | 2018 |
| "All Apologies (R&B Version)                                                 | Heart - Shaped Tracks - A Soulful Tribute To Nirvana In Utero | 2018 |
| "Ice Cream" (Brunno Monteiro feat. Letrux)                                   | Duplo                                                         | 2018 |
| "Caboclo" (Arthur Verocai, Letrux & Vitor Martins)                           | Os Ímpares                                                    | 2018 |
| "Mãe Gentil" (Marina Lima feat. Letrux)                                      | Novas Famílias                                                | 2018 |
| "30 Anos" (Julia Branco feat. Letrux)                                        | Soltar os Cavalos                                             | 2018 |
| "Já Reparô?" (Adriana Calcanhoto feat. Letrux)                               | Nada Ficou No Lugar                                           | 2019 |
| "Pra Não Te Perder" (Barão Vermelho feat. Letrux)                            | VIVA                                                          | 2019 |
| "Uns Dias"                                                                   | Línguas e Poesias                                             | 2019 |
| "Árvores Falsas de Plásticos"                                                | Línguas e Poesias                                             | 2019 |
| "Vai Render"                                                                 | -                                                             | 2019 |
| "Hypnotized"                                                                 | -                                                             | 2019 |
| "Puro Disfarce" (feat. Marina Lima)                                          | Letrux em Noite de Climão                                     | 2019 |
| "5 Years Final"                                                              | -                                                             | 2019 |
| "Scarfacebook" (Leela feat. Letrux)                                          | -                                                             | 2019 |
| "Sinastria" (Paulo Ho feat. Letrux)                                          | BRUTAL                                                        | 2019 |
| "Enlouqueci"                                                                 | Cantoras do Brasil - 3ª Temporada                             | 2019 |
| "Vamos Gozar" (Biltre feat. Letrux)                                          | -                                                             | 2019 |
| "Déjà-Vu Frenesi"                                                            | Letrux Aos Prantos                                            | 2019 |
| "Eu Estou Aos Prantos"                                                       | Letrux Aos Prantos                                            | 2019 |
| "Vai Brotar"                                                                 | Letrux Aos Prantos                                            | 2020 |
| "Abalos Sísmicos"                                                            | Letrux Aos Prantos                                            | 2020 |
| "Booty Call" (João Pedro Bonfim feat. Letrux)                                | -                                                             | 2020 |
| "Cuidado Paixão (Be Careful, My Love)                                        | Prantos Pandemicos                                            | 2020 |
| "Eu Estou Aos Prantos (Me Chama Pra Chorar)"                                 | Prantos Pandemicos                                            | 2020 |
| "Dorme Com Essa (Delirei)"                                                   | Prantos Pandemicos                                            | 2020 |
| "Déjà-Vu Frenesi (Todo Corpo Tem Água)                                       | Prantos Pandemicos                                            | 2020 |
| "Salve Poseidon (Roda de Invocação)                                          | Prantos Pandemicos                                            | 2020 |
| "Eu Me Lembro" (Clarice Falcão feat. Letrux)                                 | -                                                             | 2020 |
| "Índios"                                                                     | Trilha Sonora de Bom Dia, Verônica                            | 2020 |
| "Divino Amor" (Santiago Marrero, Letrux, Juan Campodónico & Gabriel Mascaro) | Trilha Sonora de Divino Amor                                  | 2020 |
| "Cinco Bombas Atômicas"                                                      | Acorda Amor                                                   | 2020 |
| "Sujeito de Sorte"                                                           | Acorda Amor                                                   | 2020 |
| "Saúde"                                                                      | Acorda Amor                                                   | 2020 |
| "Gente Aberta" (Liniker Letrux, Luedji Luna, Maria Gadú & Xênia França)      | Acorda Amor                                                   | 2020 |
| "I'm Trying To Quit"                                                         | -                                                             | 2021 |
| "Contando Até Que"                                                           | -                                                             | 2021 |
| "Cuidado, Paixão"                                                            | -                                                             | 2021 |
| "Criminal" (Catto feat. Letrux)                                              | -                                                             | 2021 |
| "Aburguesar" (Juliana Linhares, Letrux & Tom Zé)                             | Nordeste Ficção                                               | 2021 |
| "Música Infantil Para Adultos" (Angélica Duarte feat. Letrux)                | Hoje Tem                                                      | 2021 |
| "Me Espera"                                                                  | N/A                                                           | 2022 |
| "Kobra" (feat. ROHMA)                                                        | N/A                                                           | 2022 |
| "El Misterio Ya Está Aquí" (Luísa e os Alquimistas feat. Letrux)             | N/A                                                           | 2022 |
| "Love Will Tear US Apart"                                                    | Trilha Sonora de Lov3                                         | 2022 |

## Livros
- Zaralha - abri minha pasta (2015)
- Tudo que já nadei (2021)